# Адамс, Мартин
Мартин Адамс (англ. Martin Adams; род. 4 июня 1956 года, Лондон) — профессиональный дартсмен. Также известен под прозвищем Волк. Трижды был победителем на BDO World Champion и 3 раза становился чемпионом World Masters. Был главным игроком Англии в сезоне 1993—1994, вошёл в историю как игрок, который дольше всех играл эту роль.

## Биография
Адамс родился в Лондоне и начал свою карьеру в пабах. Стал профессиональным дартсменом в 1982 году. Ныне проживает в Линкольншире. Бывшая жена Шерон (в браке с 1979 г. до 2013 г.) — инструктор по плаванию. Двое детей — Уоррен (род. 1982) и Даррен (род. 1984).

## Карьера
Когда сформировалась World Darts Council в 1993, много высококлассных игроков ушли из BDO, оставив Англию в поисках новой команды. Адамс занял эту должность и был капитаном в течение долгого времени. В настоящее время является самым долгим капитаном Англии за всю историю.
Адамс выигрывал много Open турниров, и WDF World Cup, но долгое время не смог выиграть большого турнира. Он часто становился жертвой больших возвращений соперника в матче, и сам всегда упускал победу. К примеру, на чемпионате мира 1999 в четвертьфинале, он вёл над Крисом Мэйсоном 4-1, и имел 9 дротиков, чтобы победить, и проиграл 4-5. Этот матч часто упоминается как один из величайших событий.
На главных BDO турнирах, кроме чемпионата мира, Адамс трижды доходил до финала. В 2004 на World Darts Trophy в финале был побеждён Раймондом ван Барнивельдом 6-4, и в 2006 Филом Тэйлором 7-2. И в этом же 2006, его сенсационно победил в финале Winmau World Masters 17-летний голландец Майкл ван Гервен 7-5, Адамс вёл 5-2 и его набор был около 107 за первые 9 бросков в леге.
Дебютировав на чемпионате мира 1994, он не проходил дальше полуфиналов до 2005 года, через 12 лет, где он попал в финал. Он победил Дэва Ричардсона 3-2, Джона Хендерсона 3-2, Тэда Хэнки 5-3, Саймона Уитлока 5-0 и в финале проиграл Раймонду ван Барнивельду 6-2.
Адамс вернулся в финал в 2007, сеяным под первым номером во 2-й раз в своей карьере и победил Тони О’Ши, Ко Стомпе, Тэда Хэнки и Мервина Кинга, где в финале он столкнулся с квалификатором Филом Никсоном. Они оба были самыми старшими на турнире (оба 50 лет). Адамс вырвался далеко вперёд 6-0, но Никсон сумел сделать невероятное возвращение и сравнять счёт. Адамс всё же взял решающий сет со счётом 3-0 по легам и стал чемпионом мира, чего он так ждал в течение 14 лет.
В 2008, он опять в первом раунде встретился с Филом Никсоном, и победил его 3-0. Во втором он играл с ещё одним старым игроком Мартином Филлипсом, и он оказался лёгкой жертвой для него и победил 4-0. В четвертьфинале он играл с чемпионом Winmau World Masters 2007 Робертом Тортоном, ведя 4-2 в матче, Торнтон отыгрался и сравнял счёт 4-4. Адамс всё же перехватил инициативу и выиграл решающий сет и матч 5-4. В полуфинале проиграл Марку Вэбстеру, который стал чемпионом.

## Победы на BDO

### На чемпионатах мира
| Год  | Турнир         | Соперник в финале | Очки в финале |
| 2007 | Чемпионат мира | Фил Никсон        | 7-6           |
| 2010 | Чемпионат мира | Дэйв Чизнолл      | 7-5           |
| 2011 | Чемпионат мира | Дин Уинстенли     | 7-5           |

### На турнирах World Masters
| Год  | Чемпионат            | Соперник в финале | Счёт |
| 2008 | Winmau World Masters | Скотт Уэйтс       | 7-6  |
| 2009 | Winmau World Masters | Робби Грин        | 7-6  |
| 2010 | Winmau World Masters | Стюарт Келлет     | 7-3  |